# Rieupeyroux (tổng)
Tổng Rieupeyroux là một tổng thuộc tỉnh Aveyron trong vùng Occitanie.
Tổng này được tổ chức xung quanh Rieupeyroux ở quận Villefranche-de-Rouergue. Độ cao khu vực này dao động từ 280 m (La Bastide-l'Évêque) đến 804 m (Rieupeyroux) với độ cao trung bình 550 m.

## Các đơn vị trực thuộc
Tổng Rieupeyroux gồm 6 xã với dân số 4 533 người (điều tra dân số năm 1999, dân số không tính trùng)
| Xã                  | Dân số | Mã bưu chính | Mã insee |
| ------------------- | ------ | ------------ | -------- |
| La Bastide-l'Évêque | 882    | 12200        | 12021    |
| La Capelle-Bleys    | 357    | 12240        | 12054    |
| Prévinquières       | 290    | 12350        | 12190    |
| Rieupeyroux         | 2 157  | 12240        | 12198    |
| Saint-Salvadou      | 432    | 12200        | 12245    |
| Vabre-Tizac         | 415    | 12240        | 12285    |

## Biến động dân số
| 1962                                                     | 1968  | 1975  | 1982  | 1990  | 1999  |
| -------------------------------------------------------- | ----- | ----- | ----- | ----- | ----- |
| 5 276                                                    | 5 725 | 5 438 | 5 379 | 4 944 | 4 533 |
| Nombre retenu à partir de 1962 : dân số không tính trùng |       |       |       |       |       |